# アドルフ・ポリッツァー
アドルフ・ポリッツァー（Adolf PollitzerまたはAdolph Pollitzer 1832年7月23日 - 1900年11月14日）は、ハンガリーのユダヤ人ヴァイオリニスト。

## 生涯
ポリッツァーはペシュトに生まれた。1842年、ペシュトを離れてウィーンに赴いた彼は、ウィーン国立音楽大学においてヴァイオリンをヨーゼフ・ベームに師事し、14歳で同校の1等賞を獲得した。ドイツでの演奏旅行を終えた彼はパリへ向かい、ジャン・アラールの下で研鑽に励んだ。1850年にイギリス海峡を越えてロンドン入りすると、彼のヴァイオリニストとしての優れた才能は瞬く間に知れ渡るようになる。彼はマイケル・コスタの下でハー・マジェスティーズ・シアターの指揮者を務め、新しい管弦楽団やロイヤル・コーラル・ソサエティも率いた。
ポリッツァーは室内楽曲に卓越した解釈を見せ、その演奏は「偉大な様式」と呼ばれるようなものだった。ヴァイオリンの教師としての彼は当時のイングランドで最も優れた人物とされ、多くの門下生が彼の指導の下で才能を花開かせた。1861年、ロンドン音楽演劇アカデミーが開校されるとポリッツァーはヴァイオリンの教授に就任した。1870年までこの職を務めた彼は、同年にヘンリー・ワイルドの後任としてアカデミーの学長に就任し、生涯この職に留まった。彼はロンドンに没した。
ポリッツァーの門弟にはハロルド・バウアーやエドワード・エルガーらがいる。